# Rickenbach (Bade-Wurtemberg)
Pour les articles homonymes, voir Rickenbach.
Rickenbach est une commune allemande située dans le Sud du Land Bade-Wurtemberg, et faisant partie de l'arrondissement de Waldshut. 
La ville s'étend sur 34,7 km² et compte 3 868 habitants depuis le dernier recensement de la population. La densité de population est de 111,6 habitants par km² sur la ville.
Entourée par Herrischried, Bad Säckingen et Wehr, Rickenbach est située à 6 km au sud-est de Wehr la plus grande ville des environs. 
Située à 696 mètres d'altitude, la ville de Rickenbach a pour coordonnées géographiques Latitude: 47° 37' 13'' nord et Longitude: 7° 58' 42'' est.
En 2016, le maire de Rickenbach se nomme Norbert Moosmann.
Cette ville allemande est jumelée depuis 1980 à la commune française de Plombières-les-Bains, ville thermale située en Lorraine, dans les Vosges méridionales.